# Барселонський собор
Собор Святого Хреста і Святої Евлалії (ісп. La Catedral de la Santa Cruz y Santa Eulalia) — католицький кафедральний собор у Барселоні. Також відомий як собор Святої Евлалії і Барселонський собор. Присвячений Святому Хресту і Святій Евлалії Барселонській, одній з покровительок міста. Розташований у Готичному кварталі.
Саме цей собор, а не, всупереч поширеній думці, Саграда-Фамілія, є резиденцією архієпископа Барселони і головним собором Барселони.
Будівництво тривало з 1298 року по 1420 рік над криптою колишньої вестготської каплиці. Собор побудований у готичному стилі, пізніше були внесені елементи неоготики. Всередині собору розташований внутрішній дворик, відкритий для відвідувачів. Тут в одній з каплиць живуть білі гуси. Білизна птахів символізує чистоту Святої Евлалії. Евлалії було всього 13 років, коли вона прийняла мученицьку смерть від рук язичників, тому і гусей тут рівно тринадцять. В іншій частині собору розташований вівтар, присвячений Святому Северу, сучаснику Святої Евлалії, також вбитого гонителями християн.
Розміри будівлі собору — 93 м на 40 м. Висота восьмикутної годинникової вежі близько 50 м, а висота шпиля центральної вежі — 70 метрів.12 серпня 1867 року папа Пій IX надав собору звання Малої папської базиліки.
Хоча Барселонський собор є католицьким, 9 грудня 2006 року здійснено православний молебень перед мощами Святої Евлалії, яка шанується і в православ'ї.

## Галерея

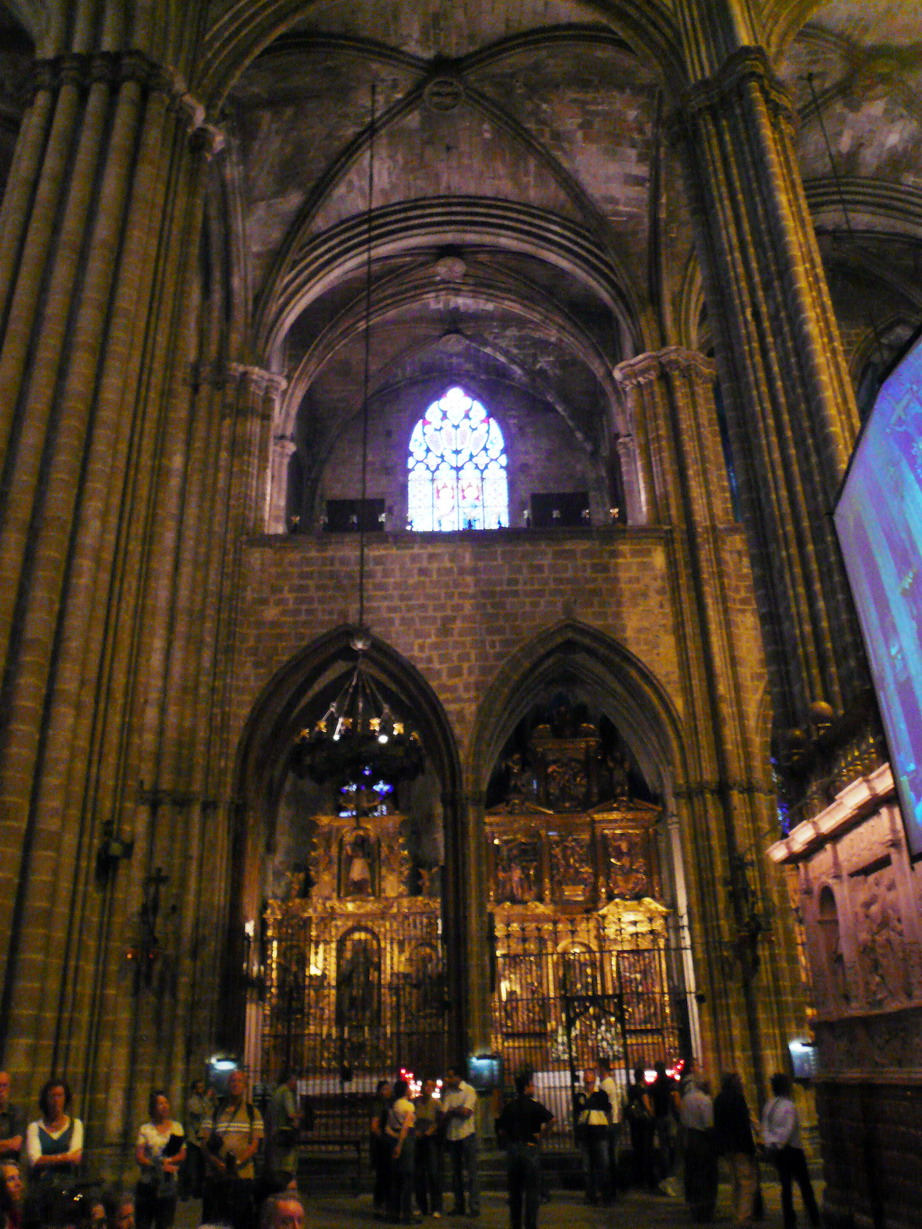
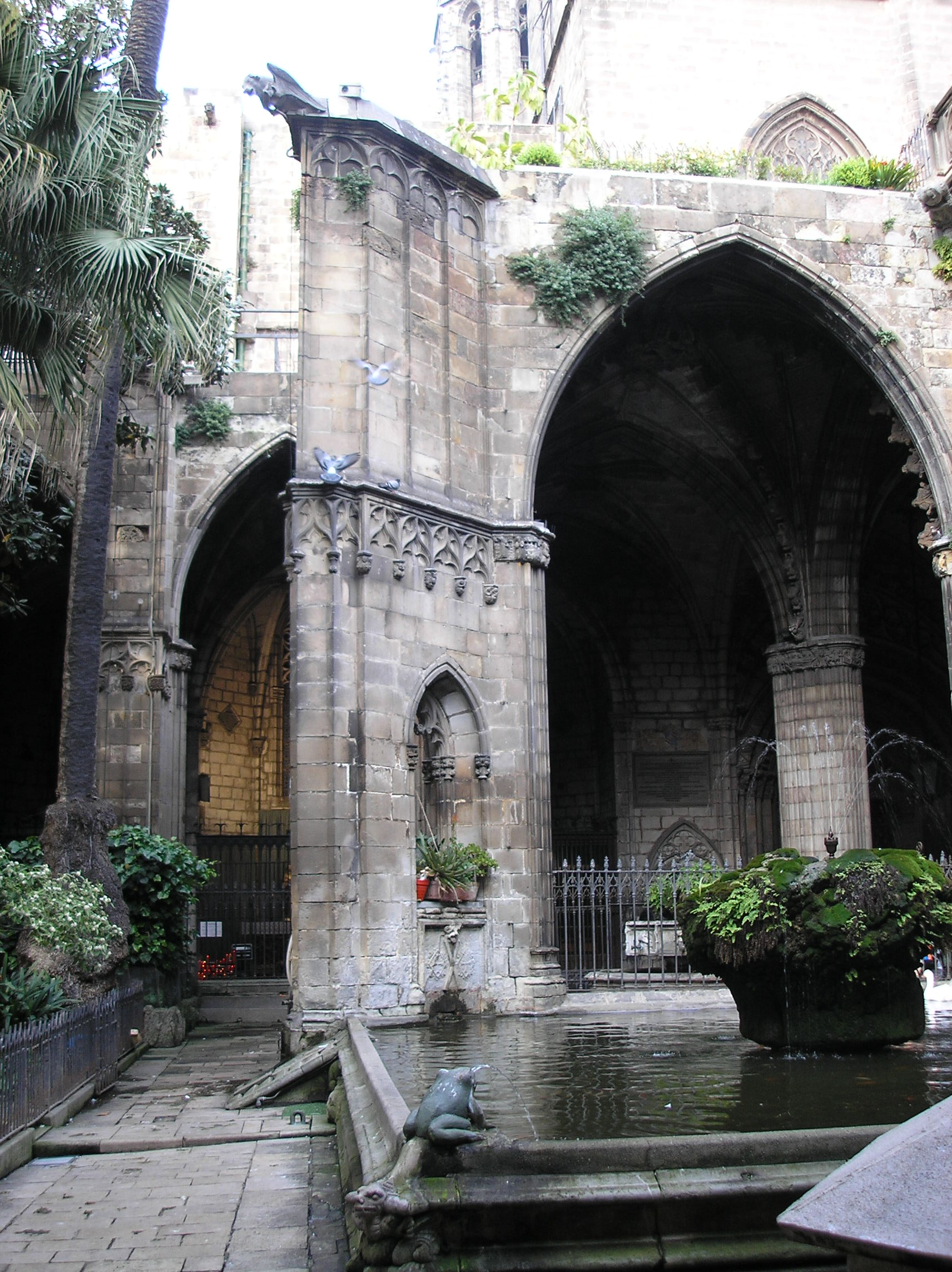
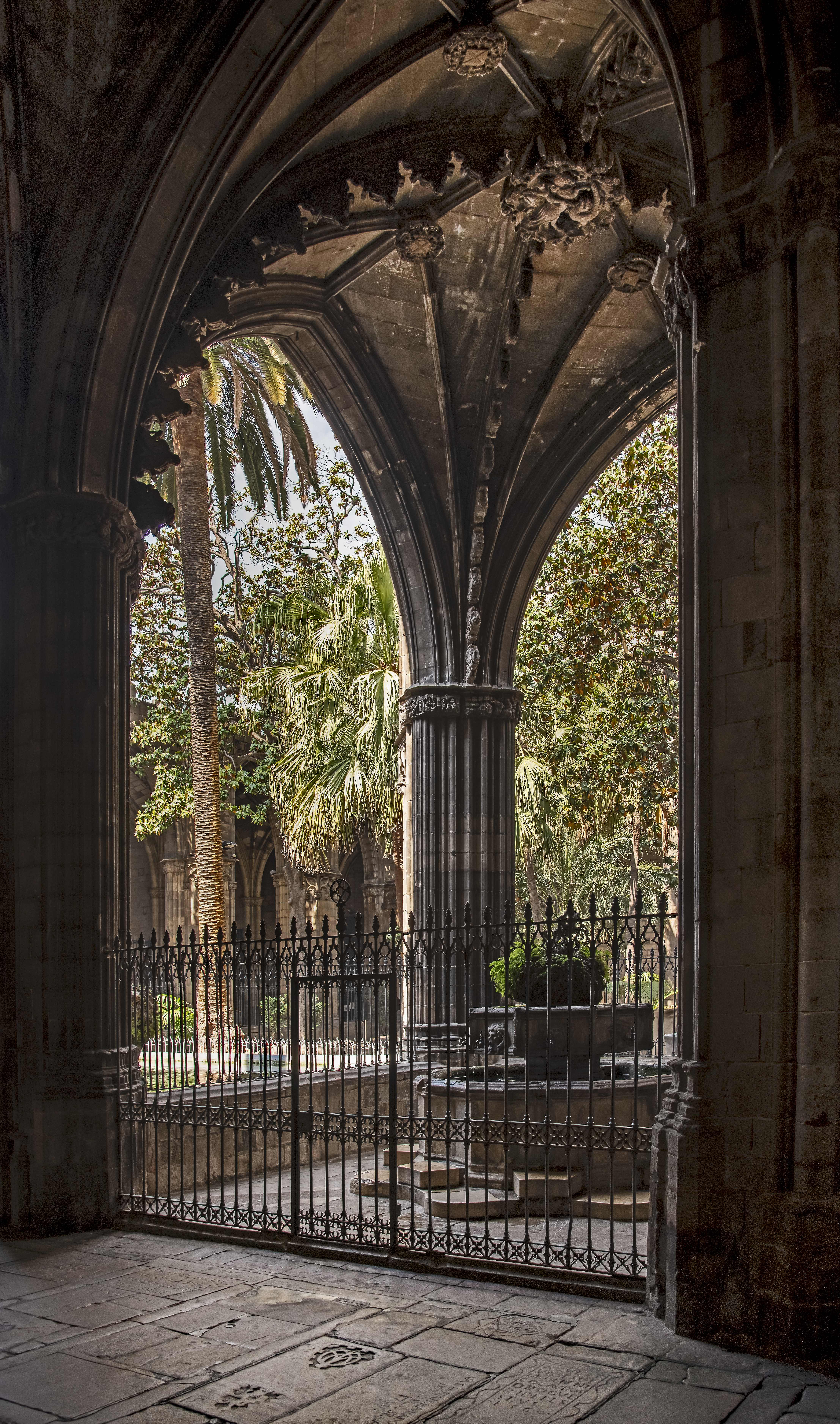
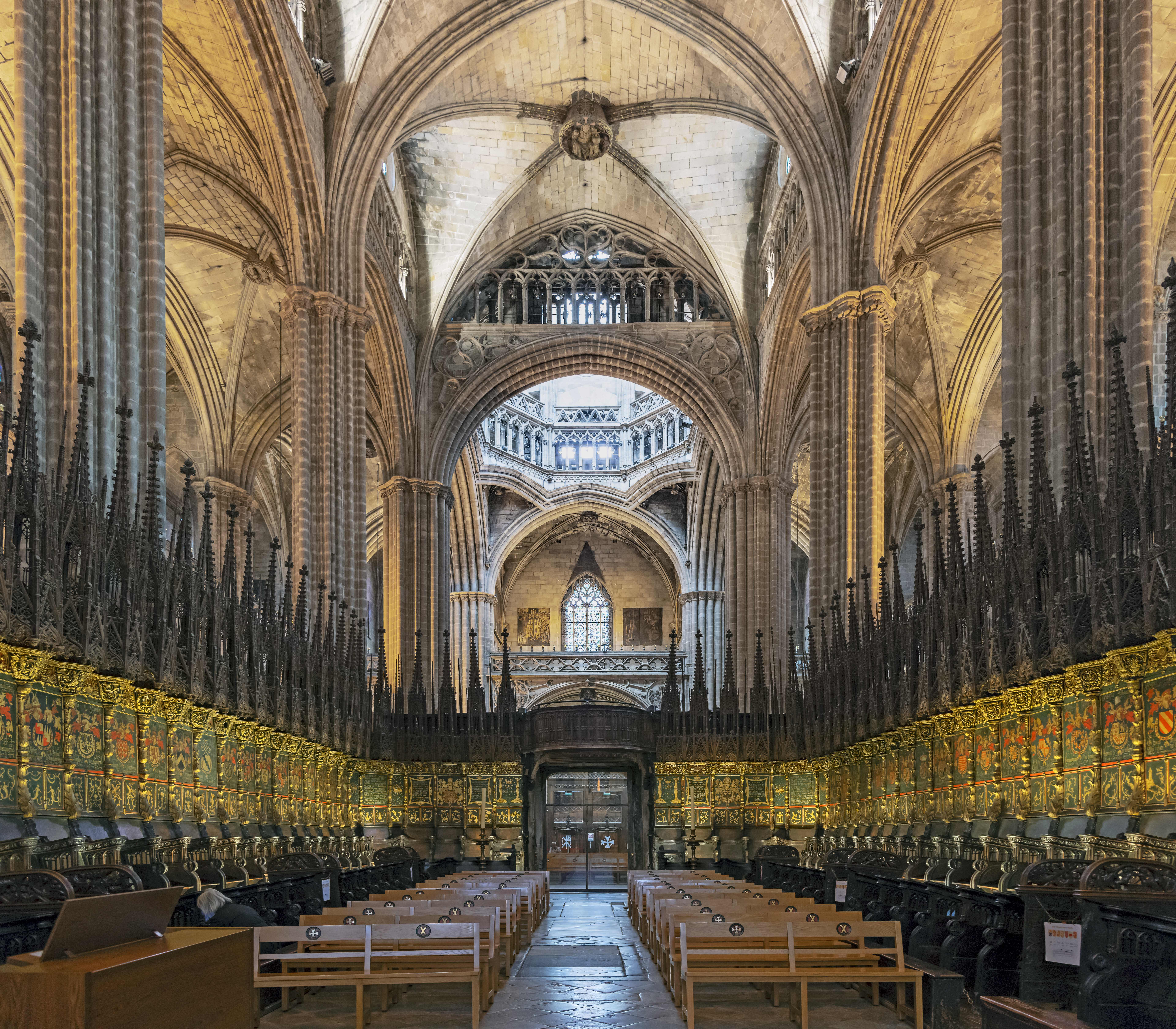
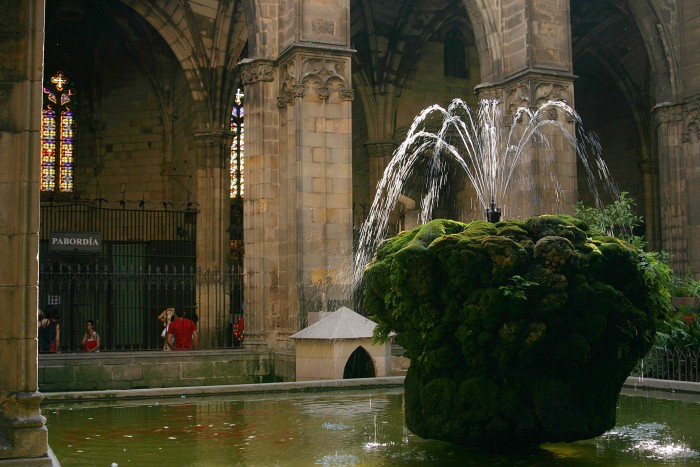
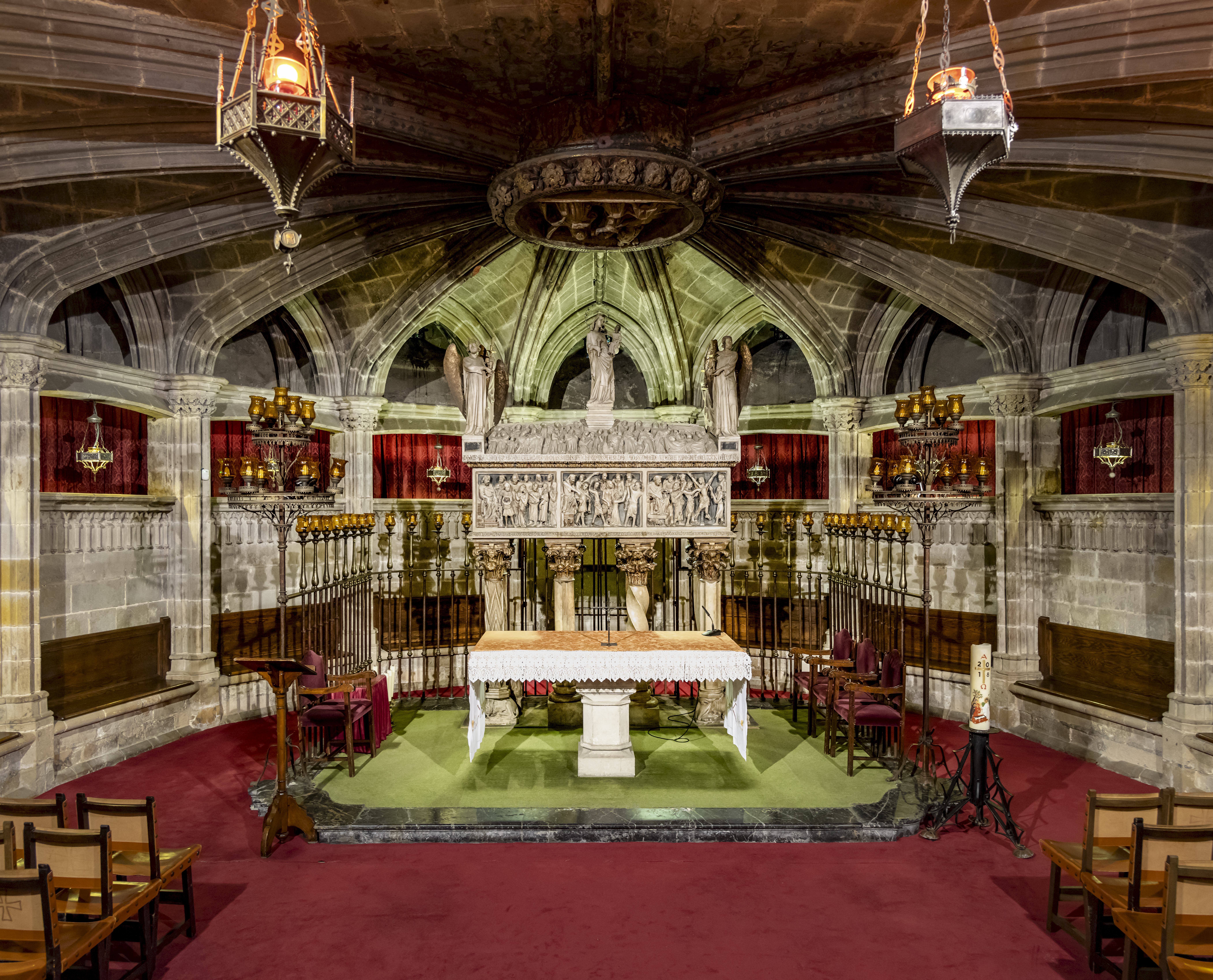
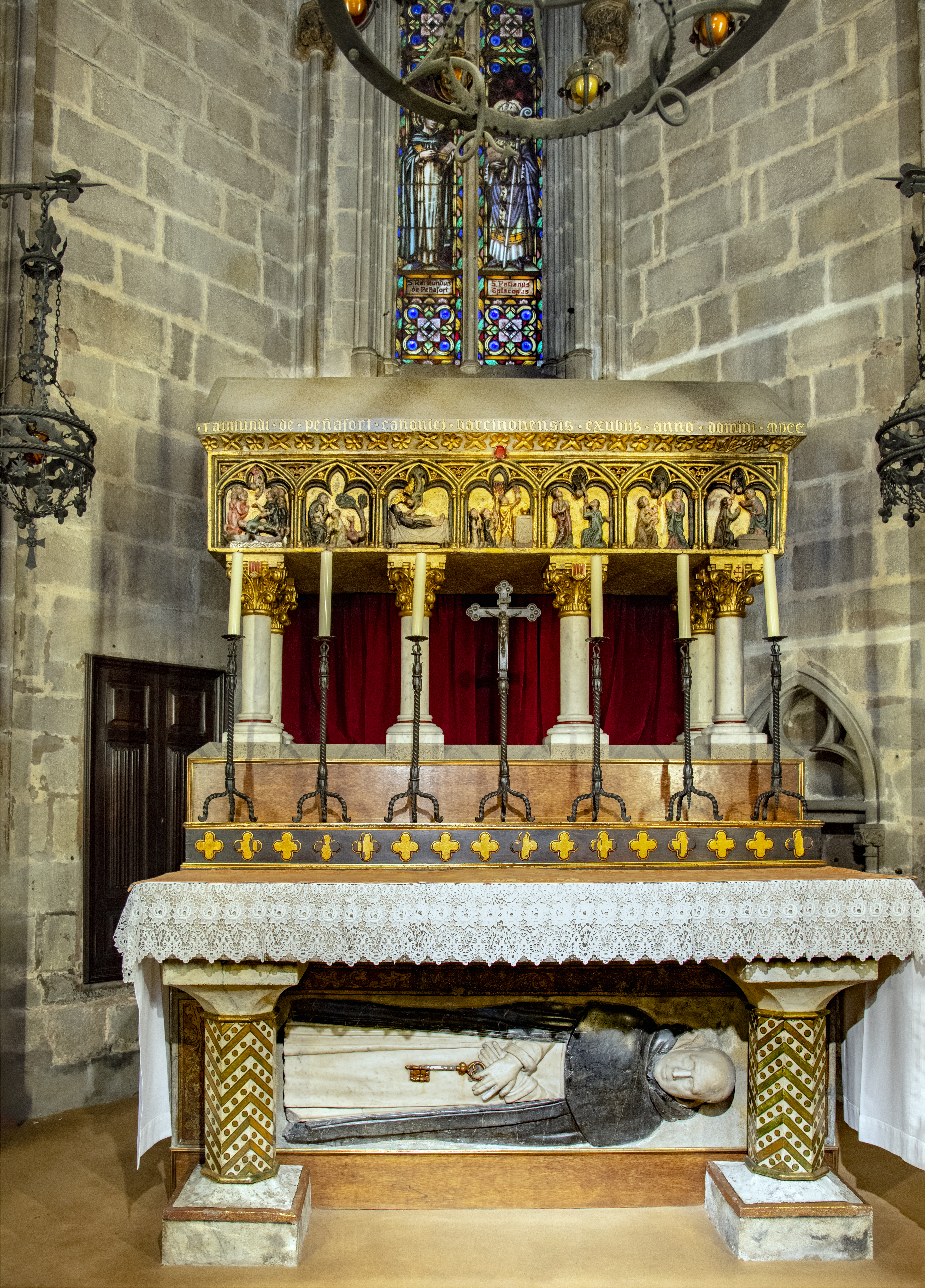